# ريكو روسي
ريكو روسي هو لاعب هوكي الجليد كندي، ولد في 22 يونيو 1965 في تورونتو في كندا.

## وصلات خارجية
- ريكو روسي على موقع EliteProspects.com (الإنجليزية)
- ريكو روسي على موقع Eurohockey.com (الإنجليزية)
- ريكو روسي على موقع HockeyDB.com (الإنجليزية)